# Noclegownia kolejarzy w Gnieźnie
Noclegownia w Gnieźnie – wybudowana w 1899 roku na terenie przyległym do powstałej w 1888 roku hali wachlarzowej starej lokomotywowni. Z wzniesioną wokół niej infrastrukturą kolejową tworzy kompleks unikatowy w skali europejskiej. Jest to największy i najciekawszy element stacji kolejowej Gniezno oraz atrakcja turystyczna.

## Historia
Noclegownię uruchomiono w 1899 roku. Obiekt był wyposażony w 30 łóżek dla drużyn parowozowych. Budynek posiadał układ 2,5-traktowy z półtraktowym korytarzem w centrum i od południa, zwarty został wąskim aneksem korytarzowym z niewielkim budynkiem pełniącym funkcję ustępów (obecnie rozebrany). W lipcu 1913 roku opracowano plan przebudowy i rozbudowy budynku. Dotychczasowa powierzchnia noclegowni została prawie podwojona. Inwestycję zrealizowano w latach 1913–1914. Główne wejście do budynku przeniesiono ze strony północnej na zachodnią. Po przebudowie liczbę łóżek zwiększono do 50. W lipcu 1940 dokonano niewielkich zmian we wnętrzu noclegowni – rozebrano aneks korytarzowy wraz z zewnętrznymi ustępami, a na ich miejscu wykonano drzwi wejściowe wraz z modernistycznym portalem.

## Turystyka
Od 2010 roku w parowozowni odbywają się majowe „Dni Pary”, które mają na celu popularyzację historii obiektu. Głównym punktem programu jest zwiedzanie parowozowni z przewodnikiem, z czego co roku korzysta kilka tysięcy osób. W trakcie imprezy odbywają się również spektakle, seanse kinowe, koncerty, wykłady, pokazy oraz przejazdy pociągami specjalnymi.
Od 2015 roku parowozownia jest udostępniona dla grup turystycznych przez cały rok. Obecnie prowadzone są prace adaptacyjne budynku noclegowni dla potrzeb obsługi ruchu turystycznego.